# Sitar électrique
Le sitar électrique est un type de guitare électrique conçu pour imiter le son du sitar, un instrument de musique traditionnel de l'Inde. Cet instrument ressemble plus ou moins au sitar traditionnel, selon le fabricant et le modèle. La plupart ressemblent à la guitare électrique dans le style du corps et de la tête de manche, bien que certains aient un corps façonné pour ressembler à celui du sitar (comme un modèle fabriqué par Danelectro).

## Histoire
L'instrument est développé au début des années 1960 par le guitariste de session new-yorkais Vinnie Bell (Vincent Edward Gambella, 1932-2019) en partenariat avec Nathan Daniel, le fondateur de la société Danelectro, et commercialisé sous la marque Coral en 1967,. Au début des années 1960, Vinnie a déjà aidé Nat à concevoir le « Bellzouki », une guitare à douze cordes électrique.
À l’époque, de nombreux groupes occidentaux, à l'instar des Beatles ou des Rolling Stones, commencent à utiliser le sitar, généralement considéré comme un instrument difficile à apprendre. En revanche, le sitar électrique, avec son manche et son accordage de guitare standard, est un arrangement de frettes plus familier pour un guitariste. Le son vibrant de sitar provient d'un chevalet plat ajoutant le buzz nécessaire aux cordes de la guitare.
Le brevet est déposé en 1967 et le premier sitar Coral est vendu à 295 $. Un second modèle avec un corps en forme de goutte d'eau plus proche du sitar traditionnel est commercialisé par la marque Danelectro. La production de ces sitars électriques ne dure que trois ans, mais il existe de nombreuses rééditions et copies fabriqués par les marques Jerry Jones, Supreme et Italia, entre autres.

## Configuration
En plus des six cordes, la plupart des sitars électriques ont des cordes sympathiques, généralement situées sur le côté gauche de l'instrument. Ces cordes ont leurs propres micros et sont généralement accordées avec une clé à harpe. Un type de chevalet unique, un buzz bridge, développé par Vinnie Bell, contribue à donner à l'instrument sa sonorité distinctive, le jivari. Certains sitars électriques ont des cordes de bourdon au lieu de cordes sympathiques. Quelques modèles, comme le sitar Baby de Jerry Jones, n'ont ni cordes sympathiques ni cordes de bourdon, tout en conservant le buzz bridge distinctif.
Les cordes sympathiques de la plupart des sitars électriques ne résonnent pas assez fort pour reproduire l'effet d'un sitar acoustique. Il y a des chambres de résonance dans les instruments à corps solide dotés de tables en Masonite, mais cela ne suffit pas à faire vibrer les 13 cordes dans une véritable sympathie. Les cordes sont tendues sur deux chevalets en palissandre avec des frettes comme sillets, de sorte que le son ressemble plus à celui d'une autoharpe qu'à celui d'un sitar.
D'autres versions du sitar électrique ont également été développées antérieurement, principalement en Inde. Ce sont des instruments de plus petite taille qui ressemblent à un sitar. Ils sont accordés de la même manière que le sitar classique original.

## Utilisation

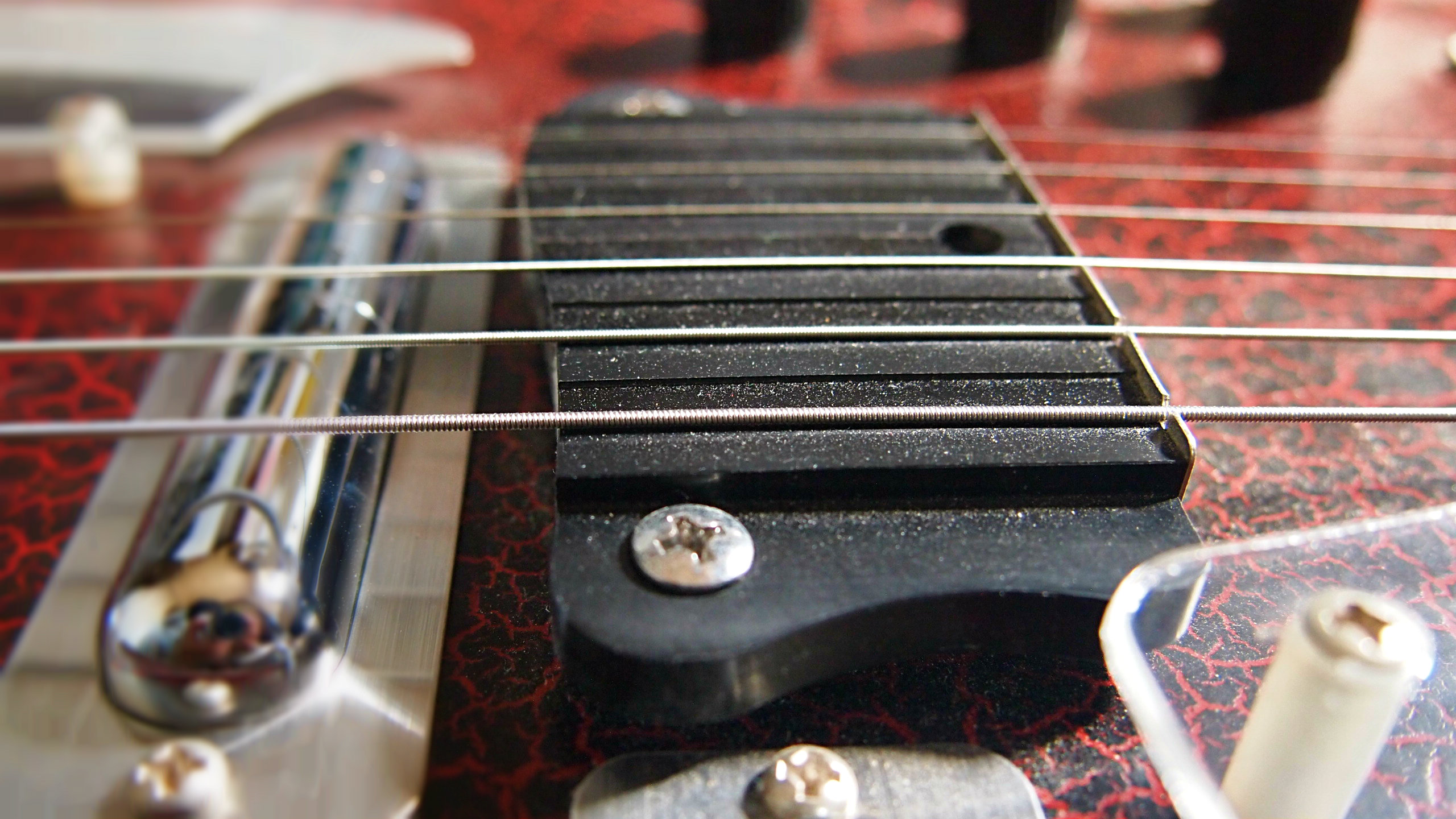
Chevalet du sitar électrique Danelectro 3S19.

La qualité du son et la technique de jeu du sitar électrique diffèrent considérablement de celles du sitar traditionnel, et cet instrument est généralement utilisé dans les styles rock, jazz et fusion.
Les premiers singles à succès notables mettant en vedette le sitar électrique sont Green Tambourine des Lemon Pipers, interprété par Vinnie Bell, et Monterey d'Eric Burdon and the Animals (par John Weider) en 1967, 1983... (A Merman I Should Turn to Be) de Jimi Hendrix, Games People Play et Hush de Joe South en 1968 et It's a Shame des Spinners en 1970, ainsi que quelques accompagnements de The Stylistics et The Delfonics.
Le guitariste de Motown Eddie Willis pratique le sitar électrique sur les enregistrements de Stevie Wonder I Was Made to Love Her en 1967 et Signed, Sealed, Delivered I'm Yours en 1969, ainsi que No Matter What Sign You Are des Supremes la même année.
Le sitar électrique est utilisé par Reggie Young en 1968 sur les morceaux Hooked on a Feeling de B. J. Thomas et Cry Like a Baby des Box Tops. Le musicien de Muscle Shoals en joue également lors des sessions d'enregistrement d'Elvis Presley à l'American Sound Studio en 1969 pour les titres  You'll Think of Me, Gentle on My Mind et I'm Movin' On. Harold Bradley utilise l'instrument l'année suivante lors des sessions d'overdub à Nashville sur Snowbird.
Selon Tony Bacon, « l'une des plus impressionnantes utilisations de Coral Sitar se trouve dans le single Do It Again de Steely Dan, sorti en 1972 avec l'album qui marque les débuts du groupe, Can't Buy a Thrill. La star du morceau, c'est Denny Dias et son éblouissant solo de sitar électrique. Denny explique qu'il ne se souvient pas vraiment de la session d'enregistrement, il y a à peu près 50 ans. « Je n'ai vu le Coral que quelques heures, le jour où on a enregistré ce solo » raconte-t-il ».
L'instrument est employé par Steve Hackett de Genesis dans I Know What I Like (In Your Wardrobe) sur l'album Selling England by the Pound en 1973, et par Mike Rutherford dans Dancing with the Moonlit Knight. Steve Hackett en joue également en concert.
Steve Howe en joue sur les albums du groupe Yes Close to the Edge de 1972 (Siberian Khatru), Tales from Topographic Oceans de 1973 et Relayer de 1974 (To Be Over), ainsi que sur son album solo The Steve Howe Album en 1979.
Eddie Van Halen l'utilise dans Ain't Talkin' 'bout Love sur l'album Van Halen en 1978 et dans le morceau instrumental Primary sur Van Halen III en 1998. « J'ai accordé les cordes sympathiques sur la mélodie », déclare-t'il en 2013, « et j'ai placé le sitar contre les moniteurs Auratone pour qu'il réagisse là où j'en avais besoin. Le Dyna Comp compresse le signal si fortement qu'il sonne presque comme une guitare à l'envers ».

### Autres artistes
Parmi les autres musiciens qui pratiquent le sitar électrique figurent notamment :

#### Années 1970
- The Beach Boys en 1970  dans All I Wanna Do sur leur album Sunflower ;
- Freda Payne en 1970  dans Band of Gold sur l'album du même nom[3] ;
- Steppenwolf en 1970  dans Snowblind Friend sur l'album Steppenwolf 7 ;
- Roy Wood en 1970 dans Open Up Said the World at the Door de The Move, sur l'album Looking On, ainsi que dans la chanson Carlsberg Special et dans l'album Main Street du groupe Wizzard.
- Duane Allman dans la version instrumentale de Games People Play de Joe South par le saxophoniste King Curtis, où il joue également de la guitare slide. On trouve cette version sur l'album de 1972 An Anthology de Duane Allman.
- The Grass Roots en 1972 dans Glory Bound extraite de l'album Move Along ;
- Khalil Balakrishna en 1974 sur l'album Get Up with It de Miles Davis ;
- Redbone en 1974 dans Come and Get Your Love de l'album Wovoka, qui peut être entendue dans le film Les Gardiens de la Galaxie[1] ;
- Led Zeppelin en 1975 dans 	Ten Years Gone, parue sur Physical Graffiti ;
- Todd Rundgren en 1975 sur l'album Initiation ;
- Tina Charles en 1976 dans son tube disco I Love to Love, no 1 au Royaume-Uni ; le Coral Sitar est joué par Pip Williams[3] ;
- Steve Miller Band en 1976 dans Fly Like an Eagle sur l'album du même nom ;
- The Doobie Brothers en 1977 dans Need a Lady sur l'album Livin' on the Fault Line, joué par Dan Armstrong ;
- Rory Gallagher en 1979 dans Philby sur Top Priority et en 1990 sur l'album Fresh Evidence ;
- The Clash en 1979 dans la chanson Armagideon Time et en 1980  dans Charlie Don't Surf de l'album Sandinista! ;
- Warren Cucurullo en 1979 dans Outside Now sur l'album Joe's Garage de Frank Zappa ;

#### Années 1980
- Dan Fogelberg en 1981 dans Nexus sur The Innocent Age.
- Culture Club en 1982, 1983 et 1984 sur les albums Kissing to Be Clever, Colour by Numbers et Waking Up with the House on Fire ;
- Accept  en 1985 sur l'album Metal Heart ;
- Dave Stewart en 1985 dans Don't Come Around Here No More, sur l'album Southern Accents de Tom Petty and the Heartbreakers ;
- Paul Young en 1985 dans Everytime You Go Away, no 1 du Billboard Hot 100 ;
- Michel Berger dans Plus de sentiments sur son album Différences, interprété par Sil Pezin[8] ;
- Peter Frampton en 1987 dans Zeroes sur l'album Never Let Me Down de David Bowie ;
- Mike Oldfield en 1987 dans Flying Start sur son album Islands ;
- The Cure sur un sitar Coral dans If Only Tonight We Could Sleep sur Kiss Me, Kiss Me, Kiss Me en 1987 et Where the Birds Always Sing sur Bloodflowers en 2000 ;
- Pat Metheny Group en 1987 dans Last Train Home sur son album Still Life (Talking)[3] ;
- Redd Kross en 1987 dans Play My Song sur Neurotica ;
- Tracy Chapman en 1988 sur son album homonyme et en 2000 sur Telling Stories ;
- The Mission en 1988 dans Beyond The Pale et Hymn (For America) sur l'album Children et en 1990 dans Sea Of Love et Deliverance sur Carved in Sand ;
- John McCurry en 1989 sur A Night to Remember de Cyndi Lauper ;
- Joe Jackson sur Blaze of Glory, joué par Vinnie Zummo ;

#### Années 1990

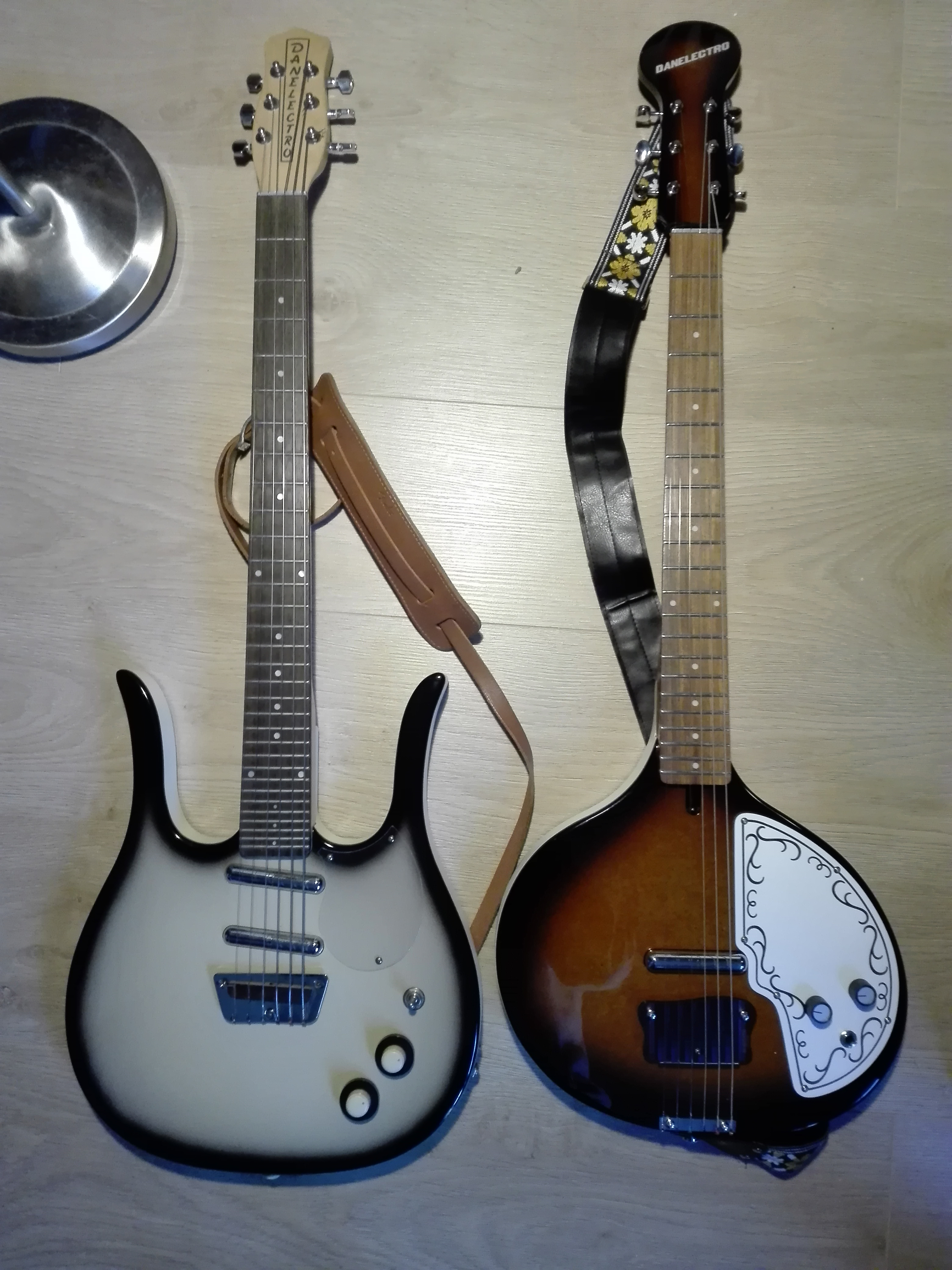
« Guitarlin » et « Baby Sitar » de marque Danelectro.

- Dinosaur Jr. en 1990 dans The Wagon extrait de l'album Green Mind ;
- Steve Vai en 1990 dans For the Love of God extrait de l'album Passion and Warfare[1] ;
- Guns N' Roses en 1991 dans Pretty Tied Up sur Use Your Illusion II ;
- Lenny Kravitz en 1991 dans It Ain't Over 'til It's Over sur l'album Mama Said et en 2000 sur Again extrait de la compilation Greatest Hits ;
- Metallica en 1992 dans Wherever I May Roam sur le « Black Album »[1] ;
- Type O Negative en 1992 dans Can't Lose You sur l'album Bloody Kisses, interprété par Paul Bento du groupe Carnivore ;
- Alice in Chains en 1993 dans What the Hell Have I extraite de la bande originale du film Last Action Hero ;
- Ugly Kid Joe en 1993 dans Cat's in the Cradle sur leur premier album America's Least Wanted, no 1 en Australie – la version originale de Cat's in the Cradle de Harry Chapin en 1974 contient aussi un sitar électrique ;
- John Scofield en 1996 dans l'album The New Standard d'Herbie Hancock ;
- Peter Buck de R.E.M. en 1996 dans E-Bow the Letter extraite de l'album New Adventures in Hi-Fi ;
- Eddie Vedder de Pearl Jam en 1996 dans Who You Are sur No Code ;
- Screaming Trees en 1996 dans Halo of Ashes sur Dust[3] ;
- Shania Twain en 1997 sur l'album Come On Over, joué par Dann Huff ;
- Manic Street Preachers en 1999 dans Tsunami et I'm Not Working de l'album This Is My Truth Tell Me Yours ;
- Mike Einziger d'Incubus en 1999 dans Nowhere Fast sur l'album du groupe Make Yourself ;

#### xxiesiècle
- Oasis en 2000 dans Put Yer Money Where Yer Mouth Is sur Standing on the Shoulder of Giants, jouée par Mark Coyle ;
- Le guitariste français de jazz-rock Louis Winsberg dans son projet Jaleo en 2000 ;
- Ween en 2003 dans Transdermal Celebration et Tried and True sur l'album Quebec ;
- The All-American Rejects en 2005 sur l'album Move Along ;
- Black Stone Cherry en 2006 dans son premier album homonyme ;
- Subway to Sally en 2007 sur Bastard ;
- Le groupe japonais Dir En Grey en 2008 sur Uroboros ;
- MGMT en 2010 dans de nombreux morceaux de son album Congratulations, joué sur par le chanteur-guitariste Andrew VanWyngarden ;
- Mike Campbell sur l'album live Mojo Tour 2010 de Tom Petty and the Heartbreakers ;
- Keith Richards en 2015 sur son album solo Crosseyed Heart.

### Mais encore…
Bien que George Harrison soit généralement reconnu pour avoir introduit le sitar dans la musique pop occidentale sur le titre Norwegian Wood (This Bird Has Flown), il n'est pas connu pour avoir joué d'une version électrique sur un quelconque enregistrement.
Ronnie Wood joue du Baby Sitar de Danelectro avec les Rolling Stones en concert sur les morceaux où Brian Jones jouait du vrai sitar acoustique.
L'album Somethin' Else de 1971 enregistré par Danny Davis and the Nashville Brass met en évidence un sitar électrique, une première pour l'industrie de la musique country. L'instrument accompagne des chansons telles que Snowbird, Rose Garden et Are You from Dixie?
Le compositeur Jerry Goldsmith utilise un sitar électrique pour l'ouverture du film de 1971 Les Évadés de la planète des singes afin de lui donner une couleur psychédélique.
Big Jim Sullivan compose la partition d'un épisode de la série de science-fiction Cosmos 1999 (En désarroi) en 1977, dans laquelle il apparaît et interprète également un extrait à l'écran, en tant que membre d'équipage donnant un concert de sitar électrique.
L'enregistrement I Have A Dream d'ABBA en 1979 comprend un sitar électrique dans le refrain. Celui-ci est remplacé par un bouzouki dans le film de 2008 Mamma Mia.
Le musicien de blues Buddy Guy joue d'un sitar électrique Coral lors de sa tournée de 2010. Il utilise un sitar électrique sur deux chansons de son album Skin Deep de 2008, le réenregistrement de Playing for Change et la reprise des Beatles I've Got a Feeling sur son album studio de 2022 The Blues Don't Lie.